# Свети Димитър (Марулево)
Вижте пояснителната страница за други значения на Свети Димитър.
„Свети Димитър“ е българска православна църква, разположена в центъра на село Марулево, област Благоевград. Църквата, построена в 1860 година, е паметник на културата и е изписана от творци, принадлежащи към Банската художествена школа.

## Описание
Църквата е построена през 1860 година и осветена е през 1863 година. Представлява трикорабна псевдобазилика с открита галерия от запад и юг.
Дъсчените тавани в храма са оцветени и апликирани. Той е изписан през 1893 година от Михалко Голев, а женското отделение е изписано в 1895 година от друг представител на Банската школа – Димитър Сирлещов. Стенописите са в тъмни тонове и се характеризират с примитивизъм и наивизъм. Иконостасът на църквата е изработен в 1893 година и се отличава с декоративна живопис и резба по царските двери. Иконите му – 8 царски, 22 апостолски и 8 целувателни, са от 1894 година. В интериора на църквата има резбовани и живописни украси и по архиерейския трон, амвона, проскинитария и парапета на балкона.

## Събори
- 15 август – Голяма Богородица
- 26 октомври – Свети Димитър – храмов празник